# گرگ‌پروانه‌ایان
گرگ‌پروانه‌ایان (به لاتین: Lycaeninae)، یا مسی‌ها (coppers)، زیرخانواده‌ای از گرگ‌پروانگان (Lycaenidae) هستند.